# Paracydas biagi
Paracydas biagi är en fjärilsart som beskrevs av Bethune-Baker 1908. Paracydas biagi ingår i släktet Paracydas och familjen Eupterotidae. Inga underarter finns listade i Catalogue of Life.